# Autofunzione
In matematica, un'autofunzione è un autovettore in uno spazio funzionale. Le autofunzioni rivestono grande importanza in meccanica quantistica, dove rappresentano gli autostati di un operatore nella base della posizione.

## Definizione
Un'autofunzione di un operatore lineare {\displaystyle A} definito in uno spazio funzionale è una funzione non nulla {\displaystyle f} tale che, se applicata all'operatore in questo spazio, ritorna se stessa a meno di un fattore moltiplicativo. Vale cioè l'equazione:
{\displaystyle Af=\lambda f\ }
dove il particolare scalare {\displaystyle \lambda } è chiamato autovalore.
Un esempio molto significativo in matematica e fisica è quello dell'autofunzione:
{\displaystyle f_{k}(x)=e^{kx}\ }
dell'operatore differenziale:
{\displaystyle {\mathcal {A}}={\frac {d}{dx}}}
per ogni {\displaystyle k}, a cui corrisponde un autovalore {\displaystyle \lambda =k}. Infatti:
{\displaystyle {\mathcal {A}}(e^{kx})=ke^{kx}}
per le usuali regole di derivazione.

## Autofunzioni in meccanica quantistica
In meccanica quantistica, dato un operatore {\displaystyle A} ed un suo autostato {\displaystyle |f\rangle }, la generica autofunzione di {\displaystyle A} è la funzione d'onda dell'autostato, cioè l'autostato nella base della posizione:
{\displaystyle \psi _{f}(x)=\langle x|f\rangle }
Se l'operatore rappresenta un'osservabile esso è hermitiano: le sue autofunzioni sono ortogonali e gli autostati corrispondono agli autovettori della matrice hermitiana di dimensione finita che rappresenta l'operatore.
Le autofunzioni più note sono quelle dell'energia. L'equazione di Schrödinger:
{\displaystyle i\hbar {\frac {\partial }{\partial t}}\psi ={\mathcal {H}}\psi }
dove {\displaystyle H} è l'operatore hamiltoniano, ha soluzioni della forma:
{\displaystyle \psi (t)=\sum _{k}e^{-iE_{k}t/\hbar }\phi _{k}(x)}
in cui:
{\displaystyle \phi _{k}(x)=\langle x|k\rangle }
sono autofunzioni di {\displaystyle H} con autovalori {\displaystyle E_{k}}. Se il sistema è conservativo i vettori {\displaystyle |k\rangle } rappresentano gli autostati dell'energia nei quali il sistema rimane invariato nel tempo, che sono largamente usati per descrivere i sistemi atomici e molecolari in condizioni di stabilità.

### Autofunzioni proprie e improprie
Data l'equazione di Schrödinger per la funzione d'onda {\displaystyle u(x)} relativa agli autostati dell'energia:
{\displaystyle -{\frac {\hbar ^{2}}{2m}}\nabla ^{2}u(x)+V(\mathbf {r} )u(x)=Eu(x)}
vi sono due famiglie di soluzioni:
{\displaystyle \left\{u_{n}(x)\right\}\quad ;\quad \left\{u_{\lambda }(x)\right\}}
La prima è la famiglia delle autofunzioni proprie, relativa agli autovalori propri {\displaystyle E_{n}} che costituiscono un insieme discreto di valori. Tali autofunzioni sono a quadrato sommabile e la condizione di ortonormalizzazione è:
{\displaystyle \langle u_{n}|u_{n'}\rangle =\int dx\,u_{n}^{*}(x)u_{n'}(x)=\delta _{n,n'}}
La seconda è la famiglia delle autofunzioni improprie, relativa agli autovalori impropri {\displaystyle E_{\lambda }} che costituiscono un insieme continuo di valori. Tali autofunzioni non sono a quadrato sommabile e la condizione di ortonormalizzazione è:
{\displaystyle \langle u_{\lambda }|u_{\lambda '}\rangle =\int dx\,u_{\lambda }^{*}(x)u_{\lambda '}(x)=\delta ({\lambda -\lambda '})}
Le autofunzioni proprie sono caratterizzate dal fatto che lo spettro dei valori di energia accessibili al sistema è discreto: si tratta di una caratteristica degli stati legati, caratterizzati da un potenziale positivo. Le autofunzioni improprie sono caratterizzate invece da uno spettro continuo, poiché l'equazione differenziale ha soluzione per ogni vettore d'onda {\displaystyle k}. Tali autofunzioni non sono a quadrato sommabile e sono indicizzate dal parametro {\displaystyle \lambda } appartenente all'insieme dei numeri reali. Vale inoltre:
{\displaystyle \langle u_{n}|u_{\lambda '}\rangle =\int dx\,u_{n}^{*}(x)u_{\lambda '}(x)=0}
Se le autofunzioni proprie {\displaystyle u_{n}(x)} e improprie {\displaystyle u_{\lambda }(x)} costituiscono un sistema ortonormale completo (s.o.n.c.) generalizzato, allora il prodotto scalare è definito da:
{\displaystyle \langle g|f\rangle =\sum _{n}{\tilde {g}}_{n}^{*}{\tilde {f}}_{n}+\int d\lambda _{1}\dots \lambda _{k}{\tilde {g}}_{\lambda }^{*}{\tilde {f}}_{\lambda }}
e una generica funzione d'onda {\displaystyle f(x)} soluzione dell'equazione di Schrödinger può essere espressa in termini delle autofunzioni:
{\displaystyle f(x)=\sum _{n}u_{n}(x){\tilde {f}}_{n}+\int d\lambda _{1}\dots \lambda _{k}u_{\lambda }(x){\tilde {f}}_{\lambda }}
con:
{\displaystyle {\tilde {f}}_{n}=\int dx\,u_{n}^{*}(x)f(x)\quad ;\quad {\tilde {f}}_{\lambda }=\int dx\,u_{\lambda }^{*}(x)f(x)}

### Particella libera
L'esempio più importante di autofunzioni improprie è il caso di un'hamiltoniana che descrive una particella libera, in cui le autofunzioni dell'energia coincidono con le autofunzioni dell'operatore impulso, dal momento che i due operatori {\displaystyle {\hat {H}}} e {\displaystyle {\hat {p}}} commutano, e possiedono quindi una base di autostati comune.
L'equazione di Schrödinger stazionaria per le autofunzioni di particella libera è in generale
{\displaystyle -{\frac {\hbar ^{2}}{2m}}{\frac {d^{2}}{dx^{2}}}\phi (x)=E\,\phi (x).}
dove {\displaystyle m} è la massa della particella ed {\displaystyle E} l'energia dello stato {\displaystyle \phi }.
La soluzione generale, dipendente da {\displaystyle k}, può essere scritta nella forma:
{\displaystyle \phi _{k}(x)=A\,e^{ikx}+B\,e^{-ikx},}
con {\displaystyle A} e {\displaystyle B} coefficienti reali arbitrari da determinarsi. Si nota che tale soluzione non è a quadrato sommabile e non descrive stati legati, pertanto si tratta di un'autofunzione impropria.
La funzione d'onda più generale nel caso di particella libera è il pacchetto d'onda in una dimensione:
{\displaystyle \psi (x,t)={\frac {1}{\sqrt {2\pi \hbar }}}\int dp\,\phi (p)e^{i(px-{\frac {p^{2}}{2m}}t)/\hbar }}
L'autofunzione dell'impulso è quindi la trasformata di Fourier della funzione d'onda nella base della posizione, e viceversa la funzione d'onda è la sua antitrasformata.

### Autofunzioni del momento angolare orbitale
Le autofunzioni del momento angolare orbitale sono le autofunzioni simultanee di {\displaystyle {\vec {L}}^{2}} e della sua componente {\displaystyle L_{z}\ }. Esse sono:
{\displaystyle Y_{l,m}(\theta ,\varphi )=\Theta (\theta )\cdot \Phi (\varphi )=\Theta (\theta )\cdot e^{im\varphi }}
dove:
{\displaystyle \Phi (\varphi )=e^{im\varphi }}
e:
{\displaystyle \Theta _{l,m}=C{\frac {1}{(\sin \theta )^{m}}}\left({\frac {d}{d(\cos \theta )}}\right)^{l-m}(1-\cos ^{2}\theta )^{l}}
dove inglobiamo le costanti di normalizzazione nel fattore {\displaystyle C}. Quindi la soluzione completa è data:
{\displaystyle Y_{l,m}(\theta ,\varphi )=C{\frac {e^{im\varphi }}{(\sin \theta )^{m}}}\left({\frac {d}{d(\cos \theta )}}\right)^{l-m}(1-\cos ^{2}\theta )^{l}}
queste soluzioni sono ben note alla fisica matematica e si chiamano armoniche sferiche, che dipendono ovviamente dai valori di {\displaystyle l=0,1,\dots } ed {\displaystyle m=-l,-l+1,\dots ,l}. Le armoniche sferiche hanno importanti proprietà di parità, tra le quali:
{\displaystyle Y_{l,m}(\pi -\theta ,\varphi +\pi )=(-1)^{l}Y_{l,m}}
che ha un diretto significato fisico, essa rappresenta l'inversione spaziale delle coordinate polari sferiche.